# یادداشت‌های تاریخی من
آندری وایدا: یادداشت‌های تاریخی من (لهستانی: Andrzej Wajda. Moje notatki z historii) یک مجموعهٔ تلویزیونی مستند لهستانی است که در سال ۱۹۹۶ منتشر شد.